# Tachornis uranoceles
Tachornis uranoceles (серпокрилець-крихітка пуерто-риканський) — вимерлий вид серпокрильцеподібних птахів родини серпокрильцевих (Apodidae). Описаний у 1982 році за викопними рештками, знайденими на Пуерто-Рико.